# Iglesia de la Merced (Cuzco)
La Iglesia de la Merced, llamada también Basílica Menor de La Merced, es una iglesia católica ubicada en la ciudad del Cusco, Perú. Se encuentra 100 metros al suroeste de la plaza de armas de la ciudad frente a la Plazoleta Espinar. Pertenece a la Orden Mercedaria y tiene, anexos, tanto el convento como el local del Colegio la Merced. El templo posee planta basilical de tres naves cubiertas con bóvedas de ladrillo y cúpula sobre el crucero, con altares barrocos en sus naves laterales y de estilo neoclásico en el altar mayor. Posee también una torre con campanario barroco rematado con cúpula de media naranja. Destacan su portada-retablo lateral y la portada renacentista del muro de pies, la sillería del coro, sus pinturas coloniales y tallas de madera policromadas. En su interior reposan los restos de Diego de Almagro el Viejo, Diego de Almagro el Mozo y Gonzalo Pizarro.
Desde 1972 el inmueble forma parte de la Zona Monumental del Cusco declarada como Monumento Histórico del Perú. Asimismo, en 1983 al ser parte del casco histórico de la ciudad del Cusco, forma parte de la zona central declarada por la UNESCO como Patrimonio Cultural de la Humanidad.

## Historia
La iglesia y convento de La Merced fueron fundados por el padre Sebastián de Trujillo Castañeda entre 1535 a 1536. Hacia 1538, Francisco Pizarro donó a los mercedarios el fundo llamado Limpipata colindante con la plaza Kusipata donde se inició la construcción de la primera iglesia mercedaria en la ciudad. Debido a los terremotos acaecidos en la ciudad, el Templo de la Merced fue reconstruido y restaurado más de una vez. Su fundación y primera construcción data de la primera mitad del siglo XVI. El templo actual reemplazó al primer templo destruido por el terremoto de 1650. La iglesia y el convento actuales debieron construirse entre 1651 y 1670 mientras que la torre debió construirse entre 1692 y 1696 al igual que el segundo claustro del convento. Este templo y convento fueron la casa madre de toda la orden mercedaria hasta el año 1700.
El terremoto de 1950 ocasionó daños importantes al igual que el sismo de 1986. El templo totalmente restaurado fue inaugurado el 20 de diciembre de 1996.

## Custodia mercedaria
La custodia se exhibe en el interior de uno de los ambientes del claustro principal del convento de la Merced. Es un trabajo de orfebrería realizado con oro y piedras preciosas, con un peso total de 22 kilos de peso y 130 centímetros de altura. Cuenta con 230 gramos de oro y plata,1538 pedazos de diamantes y gemas ocnas, 628 perlas (entre ellas la 2.ª más grande del mundo[cita requerida]), 312 amatistas, 3 esmeraldas,1 topacio y docenas de rubíes y otras; la custodia tiene tallados entre ellos unos ángeles en la parte superior la virgen en el centro, la sirena más abajo y una oveja cerca del pie de la custodia.

## Señor de los Temblores
En la acostumbrada y habituada salida de Lunes Santo el Señor de los Temblores, patrono de la ciudad del Cusco, llega al templo de La Merced a quedarse por una hora, a realizarse misa y recibiéndolo con cantos cristianos. El señor de los Temblores llega a cambiarse de hábito procedente del Templo de Santa Teresa.

## Escultura de San Pedro Nolasco
La escultura de San Pedro Nolasco con que cuenta el templo se atribuye al escultor cuzqueño Melchor Guamán Maita.

#### Libros y publicaciones
- Angles Vargas, Víctor (1983). Historia del Cusco (Cusco Colonial) Tomo II Libro Primero. Lima: IndustrialGrafica.
- Kubler, George (1953). «Cuzco Reconstrucción de la ciudad y restauración de sus monumentos Informe de la misión enviada por la Unesco en 1951». UNESCO. Consultado el 26 de agosto de 2019.

- Datos: Q1798947
- Multimedia: Iglesia y convento de la Merced, Cusco / Q1798947